# 1987年鐵路
此條目列出1987年發生有關鐵路運輸的事件。

## 事件

### 1月
- 1月10日：宮之城線停運。
- 1月15日：九廣鐵路英段（現為東鐵綫）重建後的羅湖車站重開。

### 2月
- 2月2日：廣尾線停運。
- 2月12日：奧斯陸中央車站啟用，而奧斯陸西站（英语：Oslo West Station）關閉。

### 3月
- 3月12日：薩克拉門托輕軌藍線（英语：Blue Line (Sacramento RT)）、金線（英语：Gold Line (Sacramento RT)）通車。
- 3月14日：大隅線停運。
- 3月15日：二俁線交由天龍濱名湖鐵道營運。
- 3月16日：瀨棚線停運。
- 3月18日：神戶市營地下鐵西神延伸線由學園都市線延長至西神中央站。
- 3月20日：湧網線停運。
- 3月23日：士幌線停運。
- 3月27日：伊勢線交由伊勢鐵道營運。
- 3月28日：佐賀線、志布志線停運。
- 3月30日：羽幌線停運。

### 4月
- 4月1日：日本國有鐵道進行國鐵分割民營化。筑波線（日语：筑波鉄道筑波線）停運。
- 4月10日：平壤地鐵萬景臺線（英语：Mangyongdae Line）通車，與千里馬線直通運行。
- 4月18日：大阪市營地下鐵御堂筋線由我孫子站延長至中百舌鳥站。
- 4月27日：柏林地鐵8號線延線開工。
- 4月28日：布宜諾斯艾利斯準地鐵（英语：Premetro (Buenos Aires)）通車。
- 4月29日：北陸鐵道金名線停運。

### 5月
- 5月24日：橫濱市營地下鐵1號線由舞岡站延長至戶塚站（臨時站）。
- 5月31日：維也納城市快鐵S45線（英语：S45 (Vienna)）通車。

### 6月
- 6月1日：京濱急行電鐵所有帶有「京濱」字樣的車站全數改為帶「京急」字樣。
- 6月15日：蒙特利爾地鐵藍線由卡斯特諾站延長至公園站。
- 6月18日：多倫多地鐵央街－大學線加設北約克中心站。

### 7月
- 7月1日：武九鐵路通車。
- 7月13日：幌內線停運，信樂線交由信樂高原鐵道營運。
- 7月15日：仙台市地下鐵南北線通車，來往八乙女站至富澤站。
- 7月16日：會津線交由會津鐵道營運。
- 7月25日：岩日線交由錦川鐵道營運。
- 7月31日：碼頭區輕便鐵路通車。
- 7月31日：底特律旅客捷運系統通車。

### 8月
- 8月25日：營團地下鐵有樂町線由營團成增站延長至和光市站。
- 8月26日：墨西哥城地鐵9號線通車。

### 9月
- 9月27日：開羅地鐵1號線通車。
- 9月27日：法蘭西島大區快鐵RER D通車。

### 10月
- 10月14日：若櫻線交由若櫻鐵道營運。

### 11月
- 11月1日：聖彼得堡地鐵右岸線由布爾什維克大道站延長至德賓科街站。
- 11月6日：基輔地鐵斯維亞托申-布羅瓦雷線加設列寧站。
- 11月7日：新加坡地鐵南北線首段通車，來往楊厝港和大巴窯。
- 11月18日：發生國王十字站大火，倫敦地鐵國王十字聖潘克拉斯站的扶手電梯發生火警，31人死亡[1]。

### 12月
- 12月11日：聖克拉拉輕軌開始營運。
- 12月12日：新加坡地鐵從大巴窯延長至歐南園。
- 12月26日：薩馬拉地鐵通車。
- 12月28日：北京地鐵一期工程和二期工程重組為1號線以及環線，加設復興門站。
- 12月31日：新西伯利亞地鐵捷爾任斯克線（英语：Dzerzhinskaya Line）通車。